# Pierre-Marius Montagne
Pour les articles homonymes, voir Montagne.
Pierre-Marie Montagne dit Marius Montagne né à Toulon le 4 septembre 1828 et mort dans la même ville le 18 janvier 1879 est un sculpteur français.

## Biographie
Marius Montagne travaille d'abord dans l'atelier de sculpture de l'arsenal de Toulon, puis devient l'élève de François Rude. Il expose au Salon de 1854 à 1876 où il est médaillé pour son œuvre Mercure s'apprêtant à trancher la tête d'argus. Il reçoit plusieurs commandes de sa ville natale : buste de Armand-Louis Bonnin de Chalucet et les statues de six muses pour la décoration de l'opéra. Il est également chargé de la restauration des sculptures de Christophe Veyrier détériorées par la foudre et situées dans la chapelle du corpus domini de la Cathédrale Notre-Dame-de-la-Seds.

## Œuvres
- Grenoble, musée des Beaux-Arts : Jeune mère conduisant son enfant au bain, 1864, statue en marbre, 155 × 68 × 69 cm [2]
- Montbéliard, château : Mercure s'apprêtant à trancher la tête d'Argus, 1869, marbre blanc[3]
- Paris, Conseil d'État : Pierre Alexandre Joseph Allent, pair de France, 1875, buste en marbre[4]
- Toulon :
  - Hôpital Chalucet : Armand-Louis Bonnin de Chalucet, statue en pierre.
  - Musée d'Art : Mercure s'apprêtant à trancher la tête d'Argus, statue en plâtre de 110 cm de hauteur[5]
  - Opéra de Toulon, réalisation, pour la décoration de la façade nord, de six statues représentant de gauche à droite les muses suivantes : Euterpe, Terpsichore, Melpomène, Thalie, Calliope et Polymnie.
- Saint-Tropez : Monument au bailli de Suffren[6].